# Thats What I Want
«Thats What I Want» (estilizado en mayúsculas) es una canción del rapero y cantante estadounidense Lil Nas X, lanzada a través de Columbia Records el 17 de septiembre de 2021, como el cuarto sencillo de su álbum de estudio debut Montero. Es una canción de pop y pop rock con elementos de power pop. Fue escrita por Lil Nas X y los productores de la canción fueron Omer Fedi, Blake Slatkin, Ryan Tedder y KBeaZy.

## Composición
«Thats What I Want: fue escrita por Lil Nas X y los productores de la canción: Omer Fedi, Blake Slatkin, Ryan Tedder y KBeaZy. Es una canción de pop y pop-rock, respaldada por sonidos de guitarra acústica y ritmos «breezy». El coro de la canción está acompañado con ritmos en «power pop».

## Lanzamiento y promoción
El 26 de agosto de 2021, Lil Nas X subió a Twitter, un sketch de noticias mostrando un adelanto de la canción «Thats What I Want». Horas antes del lanzamiento del álbum, el rapero subió un video de 1 hora, a su canal de YouTube titulado The Montero Show para promocionar el sencillo. El 17 de septiembre de 2021, se trasmitió en la radio australiana The Music Network y en la radio la británica BBC Radio 1. El 24 y 28 de septiembre impactó en las radios pop de Italia y Estados Unidos respectivamente. Más tarde, se envió a las estaciones rítmicas contemporáneas de EE.UU y a las radios de Rusia en octubre del mismo año. El 22 de septiembre de 2021, Lil Nas X hizo un interpretación en vivo de la canción, para The Live Lounge de BBC Radio.

## Desempeño comercial
«Thats What I Want» debutó en el número 10 del Billboard Hot 100 en la lista emitida el 2 de octubre de 2021, convirtiéndose en su quinto sencillo en el top. La canción permaneció en el Top 10, junto con sus sencillos anteriores «Montero (Call Me by Your Name)» e «Industry Baby».  Se ubicó en la posición número 5 en la lista de Streaming Songs con 24,2 millones de reproducciones. En la lista de Mainstream Top 40 se ubicó en la posición 34. Además, debutó en el Global 200 de Billboard en la posición número 4. «Thats What I Want» se convirtió en el sencillo con mejor posicionamiento del cantante en las lista BIP de Reino Unido ubicándose en el puesto número 10. También se posicionó en lugar número 7 de la lista canadiense ARIA Singles Chart.

## Posicionamiento en listas

### Semanales
| Chart (2021-2022)                         | Mejor posición |
| ----------------------------------------- | -------------- |
| Australia (ARIA)                          | 7              |
| Austria (Ö3 Austria Top 40)               | 15             |
| Bélgica (Flandes) (Ultratop 50)           | 11             |
| Bélgica (Valonia) (Ultratop 50)           | 29             |
| Canadá (Canadian Hot 100)                 | 5              |
| Croacia (HRT)                             | 37             |
| República Checa (Rádio Top 100)           | 8              |
| República Checa (Singles Digitál Top 100) | 12             |
| Dinamarca (Tracklisten)                   | 8              |
| Finlandia (OFC)                           | 10             |
| Francia (SNEP)                            | 39             |
| Alemania (Offizielle Deutsche Charts)     | 18             |
| Global 200 (Billboard)                    | 4              |
| Grecia (IFPI)                             | 10             |
| Hungría (Rádiós Top 40)                   | 25             |
| Hungría (Stream Top 40)                   | 11             |
| India (IMI)                               | 13             |
| Irlanda (IRMA)                            | 3              |
| Israel (Galgalatz)                        | 7              |
| Italia (FIMI)                             | 73             |
| Japón Hot Overseas (Billboard)            | 7              |
| Lituania (AGATA)                          | 11             |
| Mexico Airplay (Billboard)                | 27             |
| Países Bajos (Dutch Top 40)               | 9              |
| Países Bajos (Mega Single Top 100)        | 22             |
| Nueva Zelanda (Recorded Music NZ)         | 6              |
| Noruega (VG-lista)                        | 7              |
| Polonia (Polish Airplay Top 100)          | 5              |
| Portugal (AFP)                            | 8              |
| San Marino (Top 50 Radio San Marino RTV)  | 22             |
| Singapur (RIAS)                           | 9              |
| Eslovaquia (Rádio Top 100)                | 29             |
| Eslovaquia (Singles Digitál Top 100)      | 11             |
| Sudáfrica (RISA)                          | 18             |
| España (PROMUSICAE)                       | 51             |
| Suecia (Sverigetopplistan)                | 12             |
| Suiza (Schweizer Hitparade)               | 13             |
| Reino Unido (UK Singles Chart)            | 10             |
| Estados Unidos (Billboard Hot 100)        | 8              |
| Estados Unidos (Adult Contemporary)       | 23             |
| Estados Unidos (Adult Top 40)             | 11             |
| Estados Unidos (Dance/Mix Show Airplay)   | 11             |
| Estados Unidos (Mainstream Top 40)        | 6              |
| Estados Unidos (Rhythmic)                 | 19             |

### Anuales
| Chart (2021)                  | Posición |
| ----------------------------- | -------- |
| Austria (Ö3 Austria Top 40)   | 72       |
| Bélgica (Ultratop Flanders)   | 81       |
| Hungría (Stream Top 40)       | 80       |
| Países Bajos (Dutch Top 40)   | 51       |
| Países Bajos (Single Top 100) | 96       |
| Polonia (ZPAV)                | 52       |
| Suiza (Schweizer Hitparade)   | 91       |

## Certificaciones
| País           | Organismo certificador | Certificación | Ventas Certificadas | Ref.   |
| -------------- | ---------------------- | ------------- | ------------------- | ------ |
| Australia      | ARIA                   | Platino       | 70,000              | [ 65 ] |
| Francia        | SNEP                   | Oro           | 100,000             | [ 66 ] |
| Italia         | FIMI                   | Oro           | 35,000              | [ 67 ] |
| Nueva Zelanda  | RMNZ                   | Oro           | 15,000              | [ 68 ] |
| Noruega        | IFPI Noruega           | Oro           | 30,000              | [ 69 ] |
| Portugal       | AFP                    | Oro           | 5,000               | [ 70 ] |
| Suiza          | IFPI Suiza             | Oro           | 10,000              | [ 71 ] |
| Reino Unido    | BPI                    | Plata         | 200,000             | [ 72 ] |
| Estados Unidos | RIAA                   | Platino       | 1,000,000           | [ 65 ] |
| Suecia         | GLF                    | Oro           | 4,000,000           | [ 73 ] |

## Historial de lanzamientos
| Región         | Fecha                    | Formato(s)                   | Etiquetas) | Ref.   |
| -------------- | ------------------------ | ---------------------------- | ---------- | ------ |
| Italia         | 24 de septiembre de 2021 | Radio de éxito contemporáneo | Sony       | [ 74 ] |
| Estados Unidos | 27 de septiembre de 2021 | Radio Hot adult contemporary | Columbia   | [ 75 ] |
| Estados Unidos | 28 de septiembre de 2021 | Radio de éxito contemporáneo | Columbia   | [ 76 ] |
| Estados Unidos | 5 de octubre de 2021     | Radio rítmica contemporánea  | Columbia   | [ 77 ] |
| Rusia          | 7 de octubre de 2021     | Radio de éxito contemporáneo | Sony       | [ 78 ] |